# Dicraeopetalum
Dicraeopetalum é um género botânico pertencente à família Fabaceae.
Contém as seguintes espécies:
- Dicraeopetalum capuroniana
- Dicraeopetalum mahafaliensis
- Dicraeopetalum stipulare